# Дунн-Лоринг (станция метро)
Дунн-Лоринг (англ. Dunn Loring) — наземная открытая станция Вашингтонгского метро на Оранжевой линии. В период 1986-1998 года станция носила нынешнее название, 1998-2011 года — Дунн-Лоринг — Меррифилд. Она представлена одной островной платформами. Станция обслуживается Washington Metropolitan Area Transit Authority. Расположена на территории статистически обособленных местностей Дунн-Лоринг и Меррифилд, хотя официально находится в Виенне, с выходом на межштатную автомагистраль №66 у Гэллоус-роад.
Станция была открыта 7 июня 1986 года.
Открытие станции было совмещено с завершением строительства ж/д линии длиной 14,6 км и открытием ещё 3 станций: Ист-Фолс-Чёрч, Уэст-Фолс-Чёрч, Вена.

## Станция в культуре
Эта станция стала прототипом станции метро "Мэриголд" из компьютерной игры Fallout 3.